# Lancia Dikappa
La Lancia Dikappa è un'automobile che fu prodotta dalla Lancia tra il 1921 e il 1922.

## Storia
Nel 1921 la Lancia immetteva sul mercato la "Dikappa", ovvero la versione sportiva della Kappa, alla quale si affiancava e dalla quale differiva soprattutto per il motore la cui distribuzione non era più a valvole laterali ma disponeva invece del più moderno ed efficiente sistema a valvole in testa che produceva come effetto più evidente l'incremento della potenza (da 70 a 87 HP a parità di cilindrata) e quindi delle prestazioni (accelerazione, ripresa e velocità, che saliva da 125 a 130 km/h).
La Dikappa aveva però vita breve (grosso modo 1 anno) perché nel 1922 Vincenzo Lancia, in attesa di ultimare i collaudi della Lambda, decideva di immettere sul mercato (sempre comunque a fianco della Kappa) la sua prima vettura il cui motore aveva l'architettura dei cilindri a V, la Trikappa.
La carrozzeria in versione torpedo di serie della Dikappa, assai più slanciata e filante rispetto all'analogo allestimento su telaio Kappa, era costruita in legno (noce e acacia) rivestito in laminato d'alluminio.
Solamente 160 saranno le Dikappa prodotte (129 nel 1921 e appena 31 nel 1922, l'anno del lancio della Trikappa).

## Caratteristiche tecniche
- Periodo produzione : anni 1921-1922
- Motore: Tipo 66; motore anteriore, longitudinale, a 4 cilindri in linea, monoblocco (in ghisa), alesaggio mm 110 mm, corsa 130 mm, cilindrata totale cm³ 4941,72, testa cilindri smontabile, basamento in lega d'alluminio, distribuzione a valvole in testa parallele (2 valvole per cilindro) con aste e bilancieri, un albero a camme laterale (nel basamento) mosso da ingranaggi; albero motore su tre supporti; rapporto di compressione 5,4:1, potenza massima CV 87 a 2.300 giri/minuto; alimentazione mediante pompa con carburatore monocorpo orizzontale Zenith tipo 48 HAK; accensione a magnete ad alta tensione (Bosch) con anticipo automatico centrifugo eventualmente regolabile manualmente; lubrificazione forzata, con pompa; capacità del circuito di lubrificazione 10 litri; raffreddamento ad acqua, circolazione forzata, radiatore a tubi alettati, ventola meccanica;
- Impianto elettrico : 6 volt, dinamo 12,5 watt, batteria 100 Ah
- Trasmissione : ad albero con giunti cardanici, trazione sulle ruote posteriori; frizione multidisco a secco (9 coppie di dischi); cambio (scatola in lega leggera) a 4 rapporti più retromarcia con comando a leva centrale; rapporti del cambio: 4,651:1 in prima, 2,326:1 in seconda, 1,550:1 in terza, presa diretta (1:1) in quarta, 3,521:1 in retromarcia; rapporto finale di riduzione (ingranaggi conici) 3,0625:1 (16/49)
- Sospensioni: anteriormente ad assale rigido e balestre longitudinali semiellittiche, posteriormente ad assale rigido con balestre longitudinali semiellittiche.
- Freni: freno (meccanico) a pedale agente sulla trasmissione e freno a mano (meccanico) a tamburo, agente sulle ruote posteriori.
- Ruote e pneumatici: ruote a raggi tangenti; pneumatici 895 x 135
- Sterzo: posizione guida a destra; sterzo a vite e ruota.
- Serbatoio carburante: capacità 60 litri
- Telaio: in acciaio, a longheroni e traverse; passo 338,8 cm, carreggiata anteriore 136,5 cm carreggiata posteriore 137 cm; lunghezza del telaio cm 486 larghezza del telaio cm 161,5; peso del telaio, in ordine di marcia, 1300 kg
- Prestazioni: velocità massima 130 km/h (velocità max nelle varie marce: 28 in 1a, 56 in 2a, 84 in 3a, 130 in 4a)
- Prezzo: (carrozzata torpedo) 80.000 Lire
- Numerazione telai: dal nº 1 al nº 160 (esemplari costruiti: 160)